# 지마치촌
지마치촌(千町村)은 지바현 이스미군에 일찍이 존재했던 촌이다.

## 지리
- 현재의 이스미시 북부에 해당한다.

## 역사
- 1889년 4월 1일 - 정촌제 시행에 수반해 이스미군 지마치촌이 성립하였다.
- 1954년 4월 29일 - 구니요시정, 나카가와촌과 합병해 이스미정이 성립해, 동일 지마치촌은 폐지되었다.

## 인구
| 1891년 | 3,463 |
| 1920년 | 3,196 |
| 1954년 | 3,676 |

## 참고문헌
- 夷隅町史編さん委員会 『夷隅町史 通史編』、夷隅町、2004年
- 角川日本地名大辞典編纂委員会『가도카와 일본 지명 대사전 12 千葉県』、가도카와 쇼텐、1984年 ISBN 4040011201